# Munci și zile

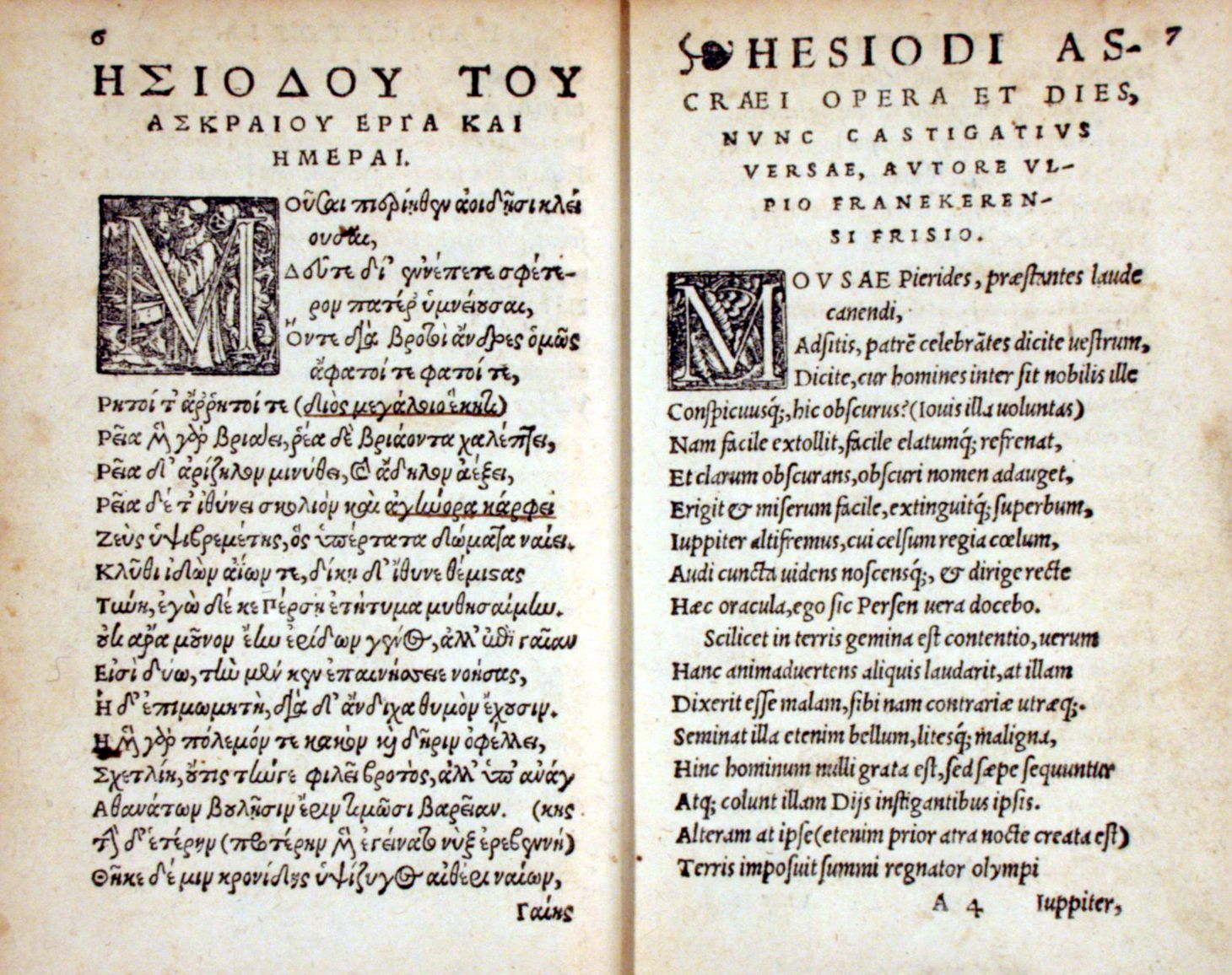
Exemplar din 1539 al lucrării Munci și zile

Munci și zile (greacă veche: Ἔργα καὶ Ἡμέραι / Erga kaí Hemérai) este primul poem didactic despre agricultură și aparține lui Hesiod. Scopul operei era insuflarea ideii de dreptate, Dreptatea, fiica lui Zeus, care trebuie să călăuzească viața, și cultivarea respectului față de munca grea a truditorilor pământului.
Pe lângă sfaturile referitoare la agricultură și la negoț, pe lângă elogiul ritmului unei existențe în concordanță cu natura, două mituri domină opera: mitul Pandorei, plăsmuită de Zeus ca pedeapsă pentru muritorii cărora Prometeu le dăruise focul furat de la zei, și mitul vârstelor. Dupa vârsta de aur din timpul lui Cronos, existența umana cunoscuse declinul prin vârsta de argint, vârsta de bronz, vârsta eroilor, ajungând, în contemporaneitate, la vârsta de fier, departe de fericirea inițială, de temperanță si de armonie.

## Traduceri în limba română
- Hesiod Lucrări și zile (trad. Șt. Bezdechi), Cluj, 1930; o nouă traducere de același a apărut sub titlul Munci și zile, la editura Științifică, București, 1957.